# Betta ibanorum
Betta ibanorum är en fiskart som beskrevs av Tan och Ng 2004. Betta ibanorum ingår i släktet Betta och familjen Osphronemidae. Inga underarter finns listade.